# Bosque de protección de Pagaibamba
El bosque de Protección de Pagaibamba es un área natural protegida de Perú, ubicada en la comunidad campesina Pachacútec, en el distrito de Querocoto de la provincia de Chota, departamento de Cajamarca, entre los 2400 y 3732 m s. n. m. Allí predominan dos ecosistemas: el bosque húmedo y el pajonal arbustivo. En sus campos hay osos de anteojos y cuyes silvestres y está bañado por el río Huamboyacu. Cuenta con una vegetación boscosa.

## Creación
Se estableció como área natural protegida el 19 de junio de 1987 sobre una extensión de 2.078,38 hectáreas, por Resolución Suprema N.º 0222-87-AG/DGFF.
Entre sus principales objetivos está el conservar los suelos y proteger el bosque como factor regulador del ciclo hidrológico y climático de la zona para evitar la sedimentación de los ríos y garantizar el abastecimiento de agua a los distritos de Querocoto, Huambos y Llama.

## Flora y fauna

### Flora
Entre las especies vegetales se cuentan al saucecillo, queñual, roble amarillo, lanche, aliso, suro, helechos arbóreos. También se registró la presencia de especies de los géneros Ocotea y Persea, y de las familias Melastomataceae, Chloranthaceae, Cyatheaceae y Cunoniaceae.Hay diferentes especies endémicas que se encuentran en peligro.

### Fauna
En el bosque de Protección de Pagaibamba se verificó la presencia de animales tales como el puma, el oso andino, el zorro andino, del cóndor andino, el venado gris, la pava negra, el paujil, cuyes silvestres..
Otros registros en este bosque detectaron al conejo brasileño, al Tapirus pinchaque, al Pacarana, al venado Mazama, y a las aves Penelope barbata, Aburria aburri, Psittacara wagleri, Claravis montedoura, Colaptes atricollis y Scytalopus.